# Youziling-Kultur
Die Youziling-Kultur (chinesisch 油子嶺文化, Pinyin Youziling wenhua, englisch Youziling culture) war eine neolithische Kultur in Hubei im mittleren Jangtsekiang-Gebiet in China. Die namensgebende Youziling-Stätte liegt in Jingshan, Jingzhou (Hubei).
Auf dem Gebiet von Tianmen, Provinz Hubei, liegen Stätten der Kultur. Die umwallte Siedlung der Lingzui-Stätte (Longzui site) ist die früheste bisher entdeckte neolithische urbane Stätte in der Provinz Hubei.
Eine weitere Stätte ist die Zhangjiashan-Stätte (張家山遺址 Zhangjiashan site) in der Jianghan-Ebene.